# Harry Gutowski
Harald „Harry“ Gutowski (* 1951 in Tönning/Eider) ist ein deutscher Musiker, Komponist und Produzent.

## Leben
Harry Gutowski ist (zusammen mit seinen Jugendfreunden Joachim Witt und Wolfgang Schleiter) der Gründer der deutschen Rockband Duesenberg (1976), mit der er 1980 nach drei LP-Veröffentlichungen den Deutschen Schallplattenpreis erhielt. In den nächsten Jahren arbeitete er als Instrumentalist (Bass) in der Joachim Witt Band, mit der er an vielen Tourneen, Fernsehauftritten und Studioarbeiten teilnahm. Seinen ersten Top-Ten-Hit als Produzent und Co-Autor hatte er mit dem Song Hohe Berge für Frl. Menke. Mit Frl. Menke erzielte er 1982/83 weitere Hits wie z. B. Traumboy und Tretboot in Seenot. Er komponierte u. a. für Joachim Witt, Juliane Werding, Richard Sanderson und andere. Im Jahre 1983 gründete er den Musikverlag Ed Harry Nova. Er schrieb und komponierte auch für eigene Musikalben wie z. B. Sie brauchen Ruhe, Herr Gutowski, Warm Up und Edit Traxx sowie für Larry and the Movers u. a.
Ab dem Jahr 1989 war er bei Sat.1 als Musikredakteur tätig, und ab 1992 auch als Produzent & Komponist für das Sat.1 Musikdesign (ran, ranissimo etc.). Er komponierte und produzierte viele Titelmusiken, Kinder-CD-ROMs (Sendung mit der Maus, TKKG, Was ist was u. a.) für verschiedene Verlage, aber auch die offizielle Stadionhymne für den Deutschen Fußball-Bund (1996). Im Jahre 2000 gründete er die GuM audio. media - Musikproduktion & Verlag in Kooperation mit EMI Musik Publishing. 2005 gründete er das Label GUM audio, auf dem neue Veröffentlichungen deutscher Künstler wie z. B. Frl. Menke, Dreier, Brücke 10 und weitere erscheinen.
2006 Gründung des Labels/Produktionsfirma Primadonna. Auf diesem Label erschienen u. a. die Alben von Witt, Bayreuth III & Auf Ewig, die beide hohe Chartplatzierungen erreichten. Später komponierte er Titelmusiken für Anne Will (2007) & div. Filmmusiken für das ZDF (Die Machtergreifung/Guido Knopp 2009) und für die ARD (u. a. Wir Reiseweltmeister SWR 2011, Kurt Georg Kiesinger SWR 2012) uva. sowie weitere CD-Produktionen (Production Music) für Warner, Selected Sound (EMI) & Soton.